# Frits Ahlstrøm
Frits Ahlstrøm (født 16. januar 1945 i Ishøj) er en dansk pressechef, sportsjournalist, fodboldmanager og forfatter, herunder tidligere mediechef og talsmand for DBU, UEFA og FIFA. Han har desuden været sportsredaktør på Politiken og på magasinet Alt Om Sport, ansat som journalist på DR og sportsdirektør for fodboldklubben Brøndby IF.
I 2006 var Ahlstrøm én af idémagerne til oprettelsen af Danmarks Fodboldmuseum, og han har pr.  2022 status som formand på projektet. Muséet ventes åbnet i forbindelse med færdiggørelsen af et nyt Aarhus Stadion i 2026.
Frits Ahlstrøm har som forfatter bl.a. skrevet bogen Fodbold i sjov og alvor med erindringer fra et langt liv med fodbold.